# دیک کولوم
دیک کولوم (انگلیسی: Dick Cullum; ۲۸ ژانویهٔ ۱۹۳۱ – ۹ آوریل ۲۰۱۲) بازیکن فوتبال اهل بریتانیا بود.
از باشگاه‌هایی که در آن بازی کرده‌است می‌توان به باشگاه فوتبال سیتینگبورو و باشگاه فوتبال کولچستر یونایتد اشاره کرد.